# Flabellamminopsis
Flabellamminopsis es un género de foraminífero bentónico de la subfamilia Hemicyclammininae, de la familia Cyclamminidae, de la superfamilia Loftusioidea, del suborden Loftusiina y del orden Loftusiida. Su especie tipo es Flabellamminopsis variabilis. Su rango cronoestratigráfico abarca el Jurásico medio.

## Discusión
Clasificaciones previas incluían Flabellamminopsis en el suborden Textulariina del orden Textulariida o en el orden Lituolida.

## Clasificación
Flabellamminopsis incluye a las siguientes especies:
- Flabellamminopsis barnardia †
- Flabellamminopsis corrugatus †
- Flabellamminopsis crassus †
- Flabellamminopsis diversiformis †
- Flabellamminopsis jordanensis †
- Flabellamminopsis planulatus †
- Flabellamminopsis proteus †
- Flabellamminopsis tetracarinatus †
- Flabellamminopsis tricarinatus †
- Flabellamminopsis turbidus †
- Flabellamminopsis variabilis †